# Firanguiz Ahmedova
Pour les articles homonymes, voir Ahmedova.
Firanguiz Ahmedova (azéri : Firəngiz Yusif qızı Əhmədova), née le 23 septembre 1928 à Bakou et morte le 16 décembre 2011 dans la même ville, est une cantatrice azerbaïdjanaise. Elle est également porteuse du titre d'artiste du peuple de l'URSS.

## Biographie

### Formations
Après avoir obtenu son diplôme d'études secondaires, Firangiz Ahmedova étudie au Collège de Musique Asaf Zeynally. En 1955 elle poursuit ses études au Conservatoire d'État d'Azerbaïdjan. Entre 1946 et 1951, elle est soliste du chœur de la radio d'Azerbaïdjan.

### Carrière
De 1951 à 1988, elle est soliste du Théâtre national académique azerbaïdjanais d'opéra et de ballet. Elle joue dans des opéras de compositeurs azerbaïdjanais, russes et d'Europe occidentale.
Elle interprète magistralement  des romances azerbaïdjanaises, ainsi que des romances de compositeurs russes classiques (Tchaïkovski, Rakhmaninov, Taneïev, etc.).

### Activité pédagogique
Ahmadova travaille comme professeur au Théâtre d'opéra et de ballet dès 1989.

### Rôles
Elle interprète les rôles principaux dans Tosca et Madame Butterfly de Puccini, Nigar (Koroghlu) d'Uzeyir Hadjibeyov, Shah Ismail et Nargiz du compositeur Muslim Magomayev, Sevil de Fikret Amirov, Azad de Djahanguir Djahanguirov.

## Distinctions et prix
- Elle est d'abord nommée Artiste émérite de la RSS d'Azerbaïdjan en 1957, avant d'être décoré Artiste du peuple de la RSS d'Azerbaïdjan en 1964. Trois ans plus tard, elle est également décorée artiste du peuple de l'URSS. La même année, elle se voit attribuer l'Ordre de Lénine.
- Pour son 70e anniversaire, elle se voit décerner l'ordre de la Gloire, la plus haute distinction de la république d'Azerbaïdjan.
- En 2009, elle reçoit une médaille d'or « Ouvrier du Théâtre »
- Elle obtient également une bourse personnelle du président de la république d'Azerbaïdjan[3].